# دارين بيل
دارين بيل (بالإنجليزية: Darrin Bell)‏ هو رسام كارتون أمريكي، ولد في 27 يناير 1975.